# Prêtre-critique
Pour les articles homonymes, voir Prêtre.
Dans la littérature québécoise, un prêtre-critique était un clerc qui exerçait le métier de critique littéraire. 
Les goûts personnels des prêtres-critiques étaient empreints de morale chrétienne, parce qu'ils étaient tous issus des séminaires et des collèges, tout comme les écrivains.
Le premier prêtre-critique fut l'Abbé Casgrain dans les années 1860. Le plus connu d'entre eux est Camille Roy, qui forma toute une génération d'écrivains au début du XXe siècle. Louis Dantin exerça aussi une grande influence.
Devant la multiplication du nombre de talents littéraires, les prêtres-critiques ont dû être remplacés par des spécialistes laïcs sur les questions de littérature. 
Gilles Marcotte est un des premiers critiques littéraires à n'avoir aucune inspiration religieuse, à l'aube de la Révolution tranquille.

## Prêtre-critiques
- Pierre Angers
- Samuel Baillargeon
- Abbé Casgrain
- Abbé Dandurand
- Henri d'Arles
- Louis Dantin, défroqué
- Camille Roy

## Source
- Tougas, Gérard. Histoire de la littérature canadienne-française, Presses universitaires de France, 1966, 309 pages.